# Dmitri Torbinski
Dmitri Torbinski (en rus: Дми́трий Евге́ньевич Торби́нский; Norilsk, Unió Soviètica, 28 d'abril de 1984) és un futbolista rus. Juga de migcampista i el seu equip actual és el FC Krasnodar.

## Biografia
Torbinski va començar la seva carrera jugant al futbol sala, però aviat es va dedicar al futbol i va començar a jugar en les categories inferiors del Spartak de Moscou com a migcampista actuant tant al centre del camp com en la banda esquerra. El 2002 passa a formar part de la primera plantilla del club. Va començar de suplent participant de tant en tant en les alineacions. Va conquistar una Copa de Rússia el 2003. A l'any següent va sofrir una greu lesió que li va mantenir apartat dels terrenys de joc diversos mesos.
Quan es va recuperar de la lesió se'n va anar cedit un any al FC Nizhny Novgorod per guanyar experiència.
Al seu retorn al Spartak va començar a entrar de forma regular en les alineacions inicials de l'equip. El 2007 ajuda al seu equip a aconseguir el subcampionat de lliga, quedant per darrere del FC Zenit Sant Petersburg.
El 2007 fitxa pel seu actual club, el Lokomotiv de Moscou.

## Internacional
Ha estat internacional amb la Selecció de futbol de Rússia en 12 ocasions. El seu debut com a internacional es va produir el 24 de març de 2007 en un partit contra Estònia. Va marcar el seu primer tant amb la samarreta nacional el 23 de maig de 2008 en el partit amistós Rússia 6 - 0 Kazakhstan.
Va ser convocat per participar en l'Eurocopa d'Àustria i Suïssa de 2008. Va jugar tres partits en aquesta competició, un d'ells com a titular. Va marcar el segon gol del seu equip en el partit de quarts de final Països Baixos 1 - 3 Rússia. En aquest partit va veure la seva segona targeta groga en el torneig i per aquest motiu no va poder disputar el partit de semifinals.

## Clubs
| Club                | País   | Any       |
| ------------------- | ------ | --------- |
| FC Spartak Moscou   | Rússia | 2002-2005 |
| FC Nizhny Novgorod  | Rússia | 2005      |
| FC Spartak Moscou   | Rússia | 2005-2007 |
| FC Lokomotiv Moscou | Rússia | 2007-2014 |
| FC Rubin Kazán      | Rússia | 2014      |
| FC Rostov           | Rússia | 2015      |
| FC Krasnodar        | Rússia | 2016 -    |

## Títols
- 1 Copa de Rússia (Spartak de Moscou, 2003)